# Encruzilhada
Encruzilhada là một đô thị thuộc bang Bahia, Brasil. Đô thị này có diện tích 2041,093 km², dân số năm 2007 là 22234 người, mật độ 10,89 người/km².